# Bornstedt, Potsdam

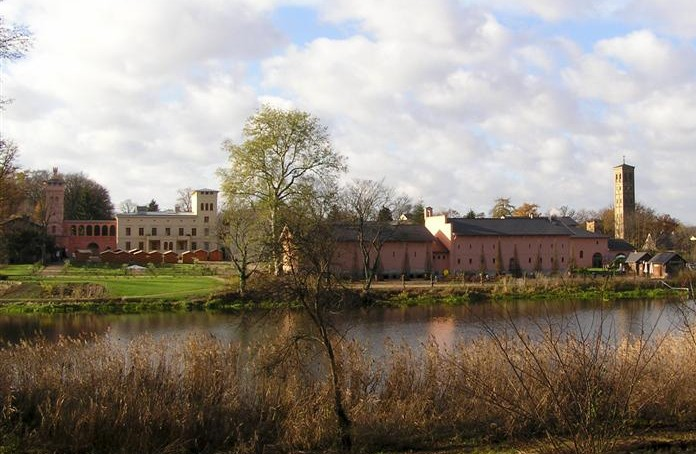
Bornstedts kronogods

Bornstedt är en stadsdel i den tyska delstaten Brandenburgs huvudstad Potsdam, belägen nordväst om stadens centrum. Stadsdelens befolkning uppgick till 12 011 invånare i slutet av 2016. Området var ursprungligen en by utanför Potsdam men införlivades med staden 1935 och räknas idag till det större administrativa området Potsdam-Nord.

## Sevärdheter
Området ligger direkt norr om Sanssoucis slottspark och delar av området, med Bornstedts kronogods, kyrka och by, ingår i Unesco-världsarvet Palats och parker i Potsdam och Berlin.
- Biosphäre Potsdam och Volkspark, tidigare trädgårdsutställningspark för Bundesgartenschau 2001
- Bornstedts kronogods
- Bornstedts kyrka, ritad av Friedrich August Stüler 1854 efter ett utkast av Ludwig Persius i italiensk stil, på uppdrag av Fredrik Vilhelm IV av Preussen.
- Bornstedts begravningsplats. Kända personer begravda här är bland andra trädgårdsarkitekten Peter Joseph Lenné, general Erich von Falkenhayn, arkitekterna Ferdinand von Arnim och Ludwig Persius samt konsthistorikern Ludwig Justi.